# 地球黃金線
《地球黃金線》是TVBS的一個汽車談話性節目，由蘇宗怡主持，2011年11月19日開播，於每週一至五的22點至23點播出。目前除了在YouTube上有地球黃金線汽車頻道外，也在2020年6月推出全新網路獨家原創節目「黃金試車組」

，提供新車試駕影音、最新全球車壇新聞、優惠促銷與汽車知識等資訊，打造全方位專業汽車媒體。

## 歷任主持人
- 第一任：黃斐瑜
- 第二任：劉姿麟[5]
- 第三任：廖盈婷[6][7]
- 第四任：蘇宗怡(現任)[8]

## 特別企劃
- 金CAR獎：《地球黃金線》在2021年底新官網上線時舉行了「金CAR獎」[9][10]票選活動，匯集來自觀眾朋友、網友以及汽車達人朋友的意見，在12個級距中挑選出最佳車款，總參與人次超過10萬人次。
- 黃金露戰隊：2022年底《地球黃金線》汽車節目首次走出攝影棚，集結資深露友組成「黃金露戰隊[11]」，在南投川中島落羽松秘境，舉行2天1夜的大型團露活動，現場多位汽車達人與《地球黃金線》節目主持人蘇宗怡都開著愛車前來享受愉快露營氛圍，並由主持人蘇宗怡領軍資深汽車達人一起來開箱特色帳篷、露營車款。
- 購車實境秀：《地球黃金線》購車實境秀單元，由主持人蘇宗怡與達人、藝人們帶著觀眾直擊開箱買車、賞車的過程。

## 達人團隊
- 黃振源（阿源）
- 陳奕宏（小捲）
- 葉明德（德哥）
- 李一統（統哥）
- Andy老爹
- 陳鵬旭（Bob哥）
- 沈慧蘭
- 楊欣儒（Eddie哥）
- 曾彥豪（小七）
- 張迺庭（迺哥）
- 葉錦祥
- 邢雨龍（邢男）
- 錢毅（Money哥）
- 林志鑫

## 外部連結
- 地球黃金線的官方網站（页面存档备份，存于）
- 地球黃金線的Facebook專頁
- 地球黃金線的Instagram帳戶
- 地球黃金線的LINE官方帳號 （页面存档备份，存于）
- 地球黃金線的Tiktok帳戶 （页面存档备份，存于）
- YouTube上的地球黃金線頻道
- 金CAR獎票選網站（页面存档备份，存于）
- 黃金露戰隊（页面存档备份，存于）

## 節目的變遷
| TVBS頻道 星期一至星期五22:00～23:00 | TVBS頻道 星期一至星期五22:00～23:00 | TVBS頻道 星期一至星期五22:00～23:00 |
| ----------------------------------- | ----------------------------------- | ----------------------------------- |
|                                     | 地球黃金線 （2011年11月19日-至今）  |                                     |
| —                                   | —                                   |                                     |